# فيتور فيانا
فيتور فيانا (بالبرتغالية: Vítor Viana‏) هو صحفي وكاتب ومؤرخ ومحامي برازيلي، ولد في 23 ديسمبر 1881 في ريو دي جانيرو في البرازيل، وتوفي بنفس المكان في 21 أغسطس 1937.